# Atemgasanalyse
Atemgasanalyse ist die wissenschaftliche Untersuchung der menschlichen Atemluft. Ziel ist es einerseits, Markersubstanzen zu identifizieren, die Rückschlüsse auf den klinischen Zustand eines Patienten erlauben, und andererseits mathematische Modelle zu entwickeln, die es erlauben, von Atemgaskonzentrationen auf die entsprechenden Blutkonzentrationen umzurechnen. Die gewonnenen Erkenntnisse können dann in Atemgastests für die medizinische Diagnostik umgesetzt werden.
Im Gegensatz zu Blutproben ist die Abnahme von Atemgasproben für den Patienten nicht-invasiv und kann auch beliebig oft wiederholt werden. Atemgasproben können in Echtzeit ausgewertet werden und ermöglichen daher auch eine kontinuierliche Beobachtung der Veränderung von Körpersubstanzen zum Beispiel am Ergometer, im Schlaflabor oder in der Intensivmedizin.
Konnten früher nur Stoffe in hohen Konzentrationen wie z. B. Kohlenstoffdioxid und Alkohol identifiziert werden, ist es durch die Fortschritte der letzten Jahre in der Analysetechnik (GC-MS, PTR-MS, SIFT-MS, IMS, chemische Sensoren) möglich, ein einzelnes Molekül in einer Billion Moleküle (ppt) zu entdecken.

## Geschichte
Die moderne Ära der Atemgasanalyse wurde vom Nobelpreisträger Linus Pauling eingeleitet, der nachwies, dass die menschliche Atemluft über 200 flüchtige organische Verbindungen (volatile organic compounds, VOCs) in picomolarer Konzentration enthält.

## Zusammenhang Atemgas-/Blutkonzentrationen
Ein einfaches Modell für den Zusammenhang zwischen Atemgas- und Blutkonzentrationen wurde von Farhi angegeben:
{\displaystyle C_{A}={\frac {C_{\bar {v}}}{\lambda _{\text{b:air}}+{\dot {V}}_{A}/{\dot {Q}}_{c}}}.}
Hierbei ist {\displaystyle C_{A}} die alveolare Konzentration (dabei wird angenommen, dass sie mit der gemessenen übereinstimmt), {\displaystyle C_{\bar {v}}} die gemischt venöse Konzentration, und {\displaystyle \lambda _{\text{b:air}}} der Blut:Luft Partitionskoeffizient, und {\displaystyle {\dot {V}}_{A}/{\dot {Q}}_{c}} das Ventilations-Perfusions-Verhältnis (in Ruhe ca. 1).
Multipliziert man zum Beispiel nach dieser Gleichung die durchschnittliche Acetonkonzentration von {\displaystyle 1\,\mathrm {\mu g/l} } in der end-tidalen Atemluft mit dem Partitionskoeffizienten {\displaystyle \lambda _{\text{b:air}}=340}, so erhält man um einen Faktor 3 abweichende Werte von den tatsächlich gemessenen arteriellen Blutwerten, die im Bereich von {\displaystyle \mathrm {1\,mg/l} } liegen. Für Isopren mit einem Partitionskoeffizienten {\displaystyle \lambda _{\text{b:air}}=0{,}95} kann das Ventilations-Perfusions-Verhältnis in dieser Gleichung auch nicht mehr vernachlässigt werden.
Weiterentwicklungen dieses Modells sind daher ein aktuelles Forschungsgebiet.